# شادرینو (استان آمور)
شادرینو (به لاتین: Shadrino) یک منطقهٔ مسکونی در روسیه است که در استان آمور واقع شده‌است.